# (523659) 2012 HG84
(523659) 2012 HG84 est un objet transneptunien faisant partie des cubewanos.

## Orbite
2012 HG84 a une orbite faiblement excentrique et légèrement inclinée. Son prochain périhélie aura lieu en 2051. Il n'est pas en résonance avec Neptune, c'est donc un cubewano.